# 靜岡銀行
靜岡銀行（日语：しずおかぎんこう）是一家總部位於日本靜岡縣靜岡市的地方銀行，也是日經平均指數的構成公司之一。靜岡銀行是日本的「地銀之雄」之一，和横濱銀行、千葉銀行並列為日本的三大地銀，總資產也在日本的地方銀行中位列第三位。是静岡縣、靜岡市、濱松市的指定金融機構。

## 外部連結
- 静岡銀行
  - 静岡銀行インターネット支店